# TOKK
TOKK（とっく）は、阪急阪神東宝グループが配布する阪急電鉄の沿線情報紙である。

## 概要
タブロイド判。1972年4月創刊。誌名の由来は阪急電鉄沿線都市の宝塚(Takarazuka)・大阪(Osaka)・神戸(Kobe)・京都(Kyoto)の頭文字をつなげたもの。2021年より月1回（前月25日発行）の発行となった。
かつてはTOKKとは別に「Linea（リネア）」という阪急電鉄のニュースを主体とした広報誌を発行していたが、1990年代後半に統一され、TOKK毎月1日号の最終ページひとつ前のページに「Linea」が設けられた。現在はこのLineaのページに阪急電鉄のニュースが集約されている。また、ダイヤ改正が行われた場合は、該当路線の全駅の時刻表を掲載した特集号が発行される。
なお、阪神電鉄では沿線情報紙として「ホッと!HANSHIN」を発行している（こちらは毎月25日の発行）。

## 歴史
- 1972年4月 2種類あった旧情報誌「阪急沿線」と「HOT」を統合し創刊。当初の誌名は「阪急TOKKライフ」、判型はB5。
- 1996年7月 タブロイド判となる[2]。
- 1997年7月 月2回発行に変更[3]
- 2009年6月 TOKKの公式ショッピングサイトである「TOKK MALL」を開設。
- 2017年3月 TOKKの公式アプリ「TOKKアプリ」の配信開始[4]。
- 2018年4月 TOKKが新しいロゴと紙面デザインへリニューアル[5]。
- 2020年2月 TOKKのWebメディア「TOKK」を配信開始。